# Gare de Suwon
La gare de Suwon est une gare ferroviaire de la ligne Gyeongbu. Elle est située au 8 Maesanro et 924 Deogyeongdaero, de l'arrondissement Paldal-gu  de la ville de Suwon, en Corée du Sud. La gare a été entièrement réaménagée en 2002 et 2003 et est maintenant intégrée au centre commercial Aekyung (AK Plaza). 
Ouverte en 1905, la gare est desservie par des trains Korail : KTX, ITX-Saemaeul (en) et Mugunghwa-ho. Elle est en correspondance directe avec la station Suwon desservie par la ligne 1 et la ligne Suin–Bundang du métro de Séoul.

## Situation ferroviaire
La gare de Suwon est située sur la ligne Gyeongbu, entre la gare d'Anyang et la gare d'Osan. Elle est en correspondance avec la station Suwon desservie par la ligne 1 et la ligne Suin–Bundang du métro de Séoul.

## Histoire

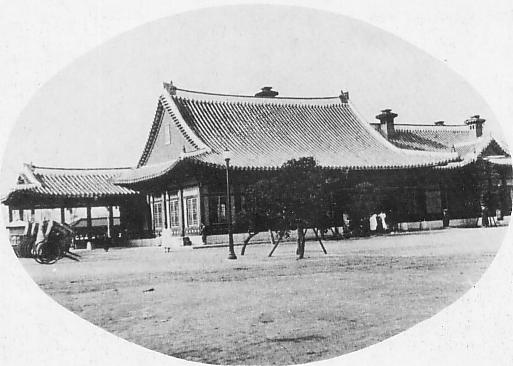
La gare de Suwon au début du XXe siècle.

La gare d'origine est mise en service le 1er janvier 1905 lors de la mise en exploitation de la ligne Gyeongbu. La gare se renforce avec : le 1er décembre 1930, ouvre la ligne Suryeo (en), à voie étroite, de Suwon à Yeoju, puis le 6 août 1937, c'est l'ouverture de la ligne Suin de Suwon à Incheon.
La ligne Suryeo, ferme le 1er avril 1972. Le 31 décembre 1975, elle devient une gare de correspondance avec l'ouverture d'une station de métro pour accueillir la nouvelle ligne 1 du métro de Séoul, et notamment la section Gare de Séoul à la station Suwon. La base de chargement des conteneurs est achevée au début de la l'année 1996 et La ligne Suin, à voie étroite, est fermée et détruite le 1er janvier 1996.
Le nouveau bâtiment conjoint à la gare et la station du métro, édifié sur des fonds privé il est ouvert à l'exploitation le 30 avril 2003,.
En 2010, la gare devient un arrêt pour tous les trains de voyageurs, notamment Saemaeul-ho et Mugunghwa-ho, le KTX débute ses arrêts en 2013. Cette même année s'ajoute la correspondance avec les rames de la nouvelle ligne Suin–Bundang du métro.

## Service des voyageurs

### Accueil
La gare est située au 924 Deogyeong-daero, dans l'arrondissement Paldal-gu. La gare utilise une partie du bâtiment qui abrite également les installations de la station du métro et des magasins et lieux de restauration. L'étage situé au-dessus des voies, établies en surface, permet les accès aux quais des trains voyageurs Korail. et les correspondances sont facilitées avec les stations du métro en surface (L1) et en souterrain (L Suin-Bundang).

Installations
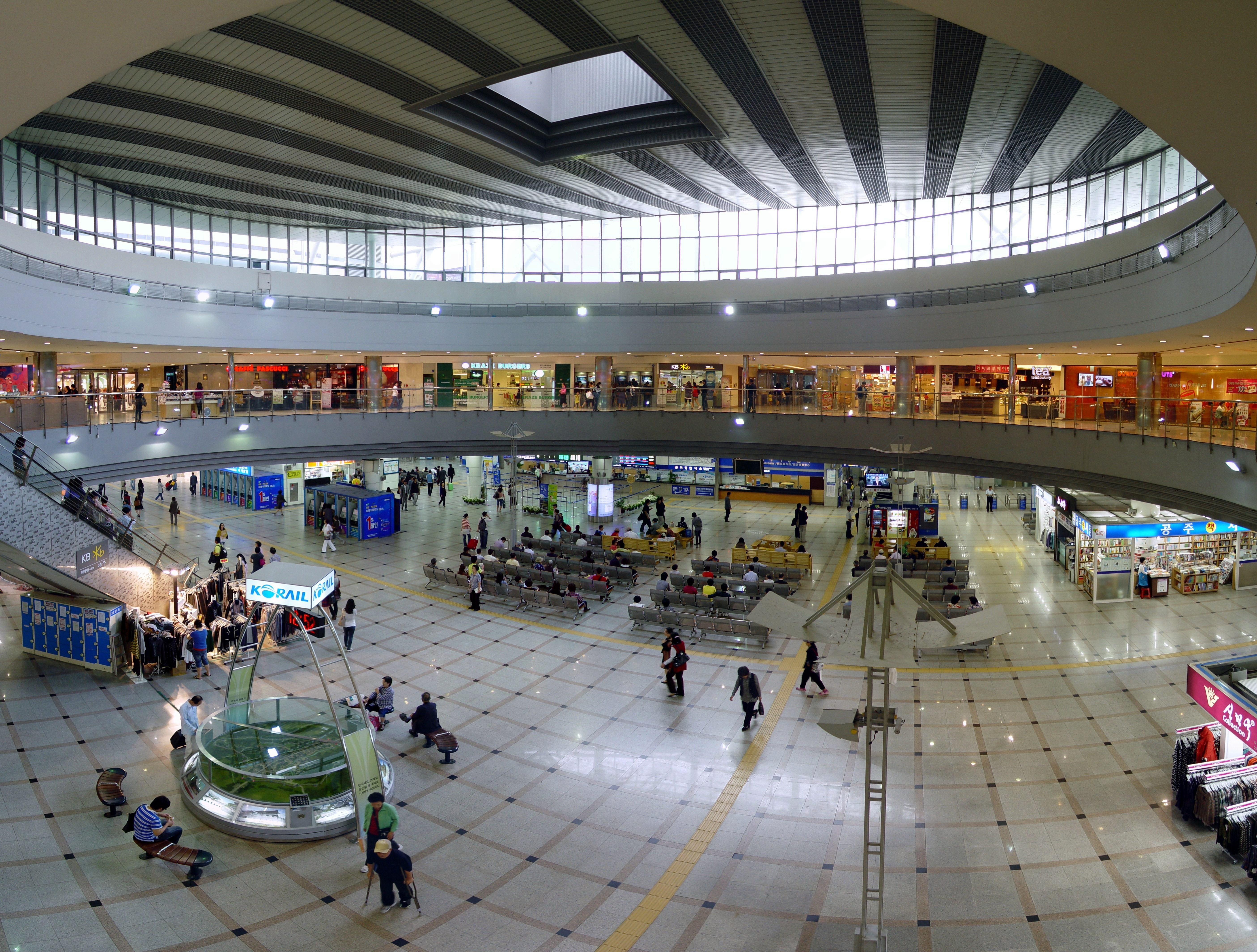
En 2009.
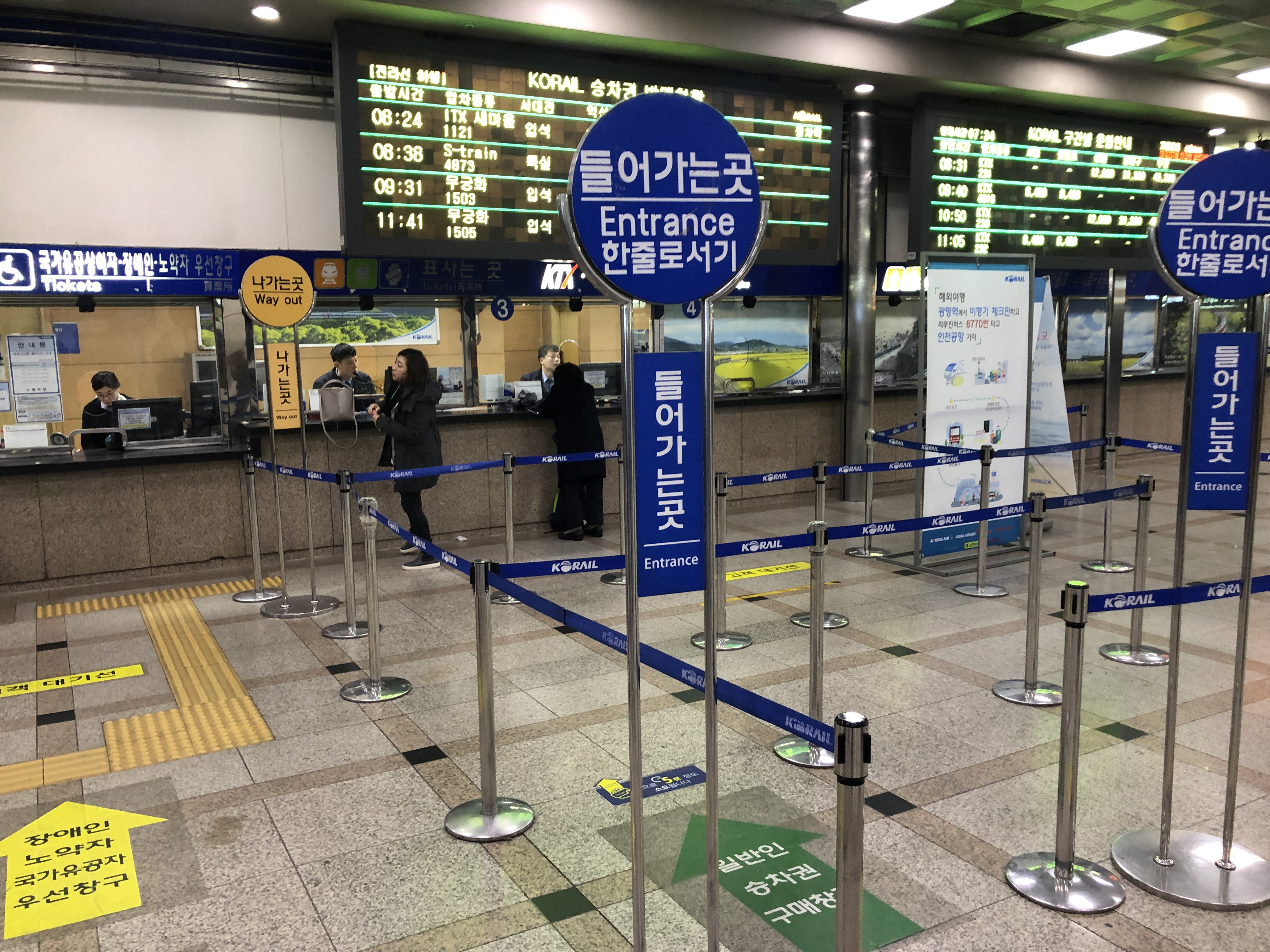
En 2018.
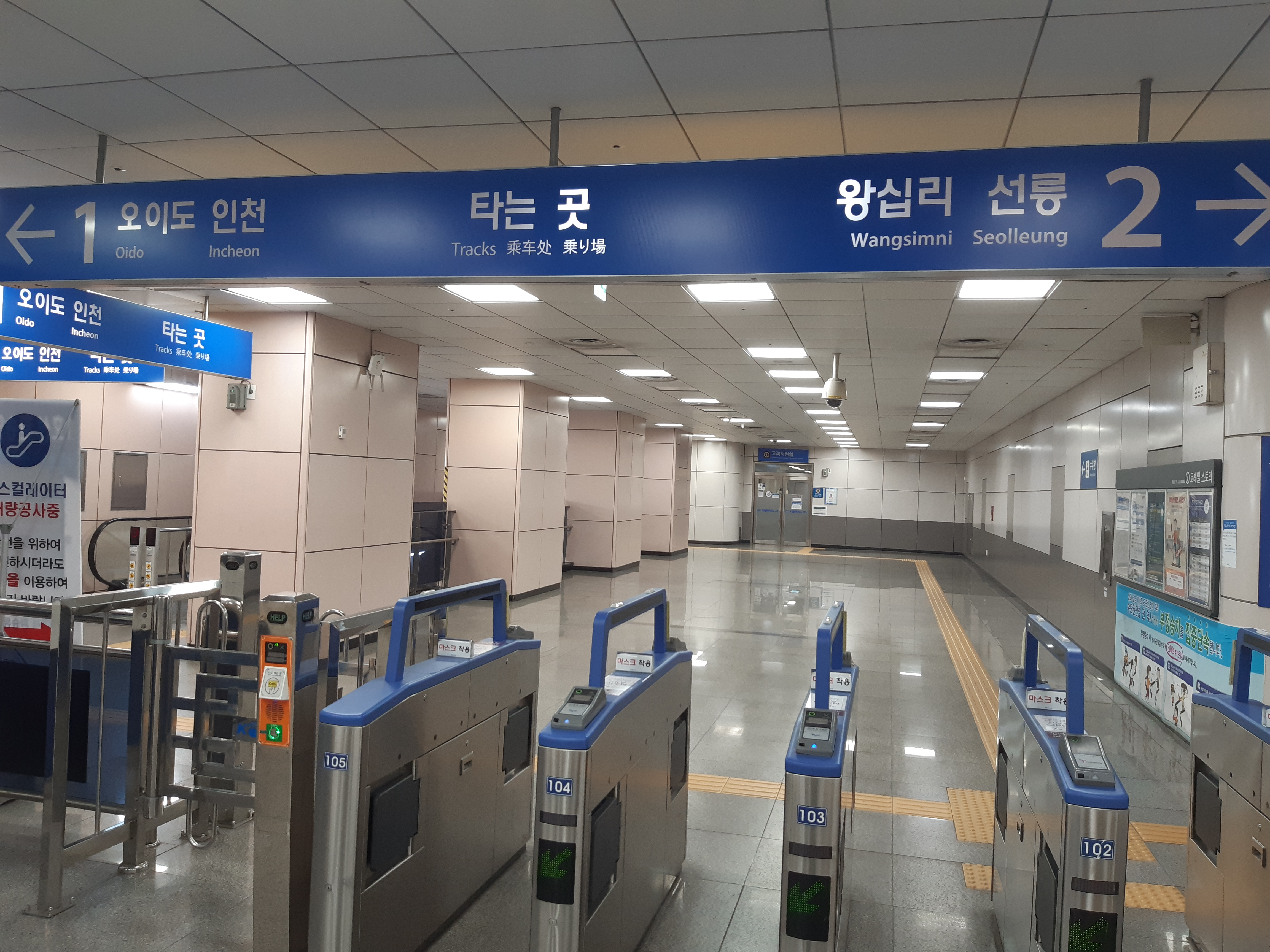
En 2021.

### Desserte
Gare de Suwon est desservie par tous les trains voyageurs qui circulent sur la ligne, notamment : KTX, ITX-Saemaeul (en), Saemaeul-ho et Mugunghwa-ho, qui utilisent les deux quais centraux 4-5 et 6-7.

Installations
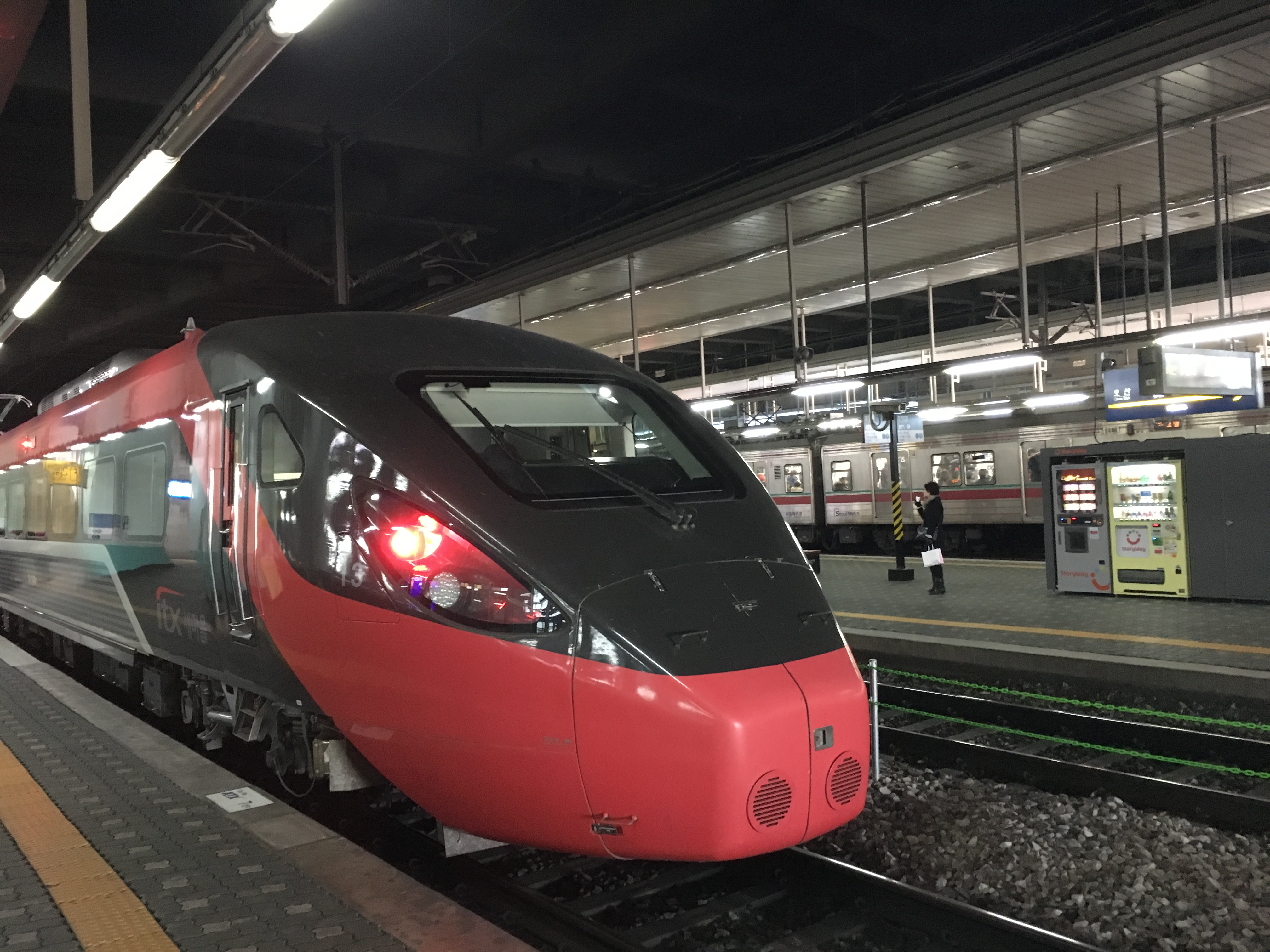
ITX-Saemaeul (en), en 2015.
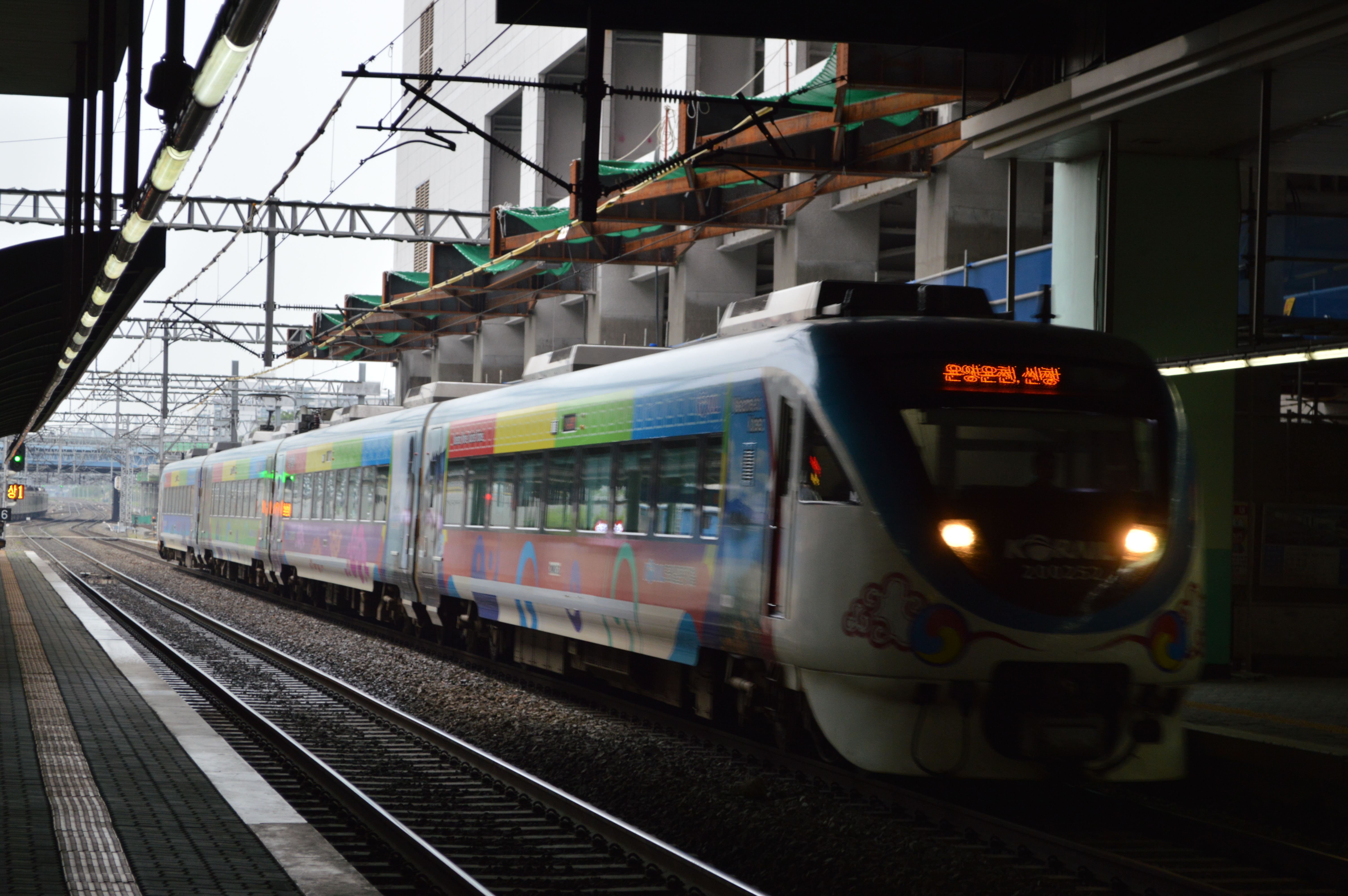
En 2014.
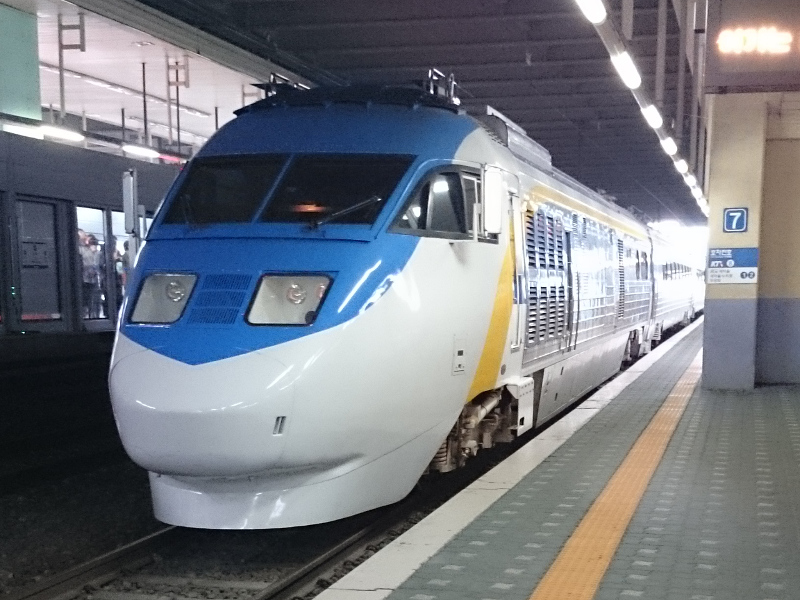
En 2014.

### Intermodalité
La gare est en correspondance : avec la station, en surface, de la ligne 1 du métro de Séoul : les quais extérieurs 2-3 et 8-9 et avec la station souterraine de la ligne Suin–Bundang. Des arrêts de bus sont situés à proximité.

Installations correspondances
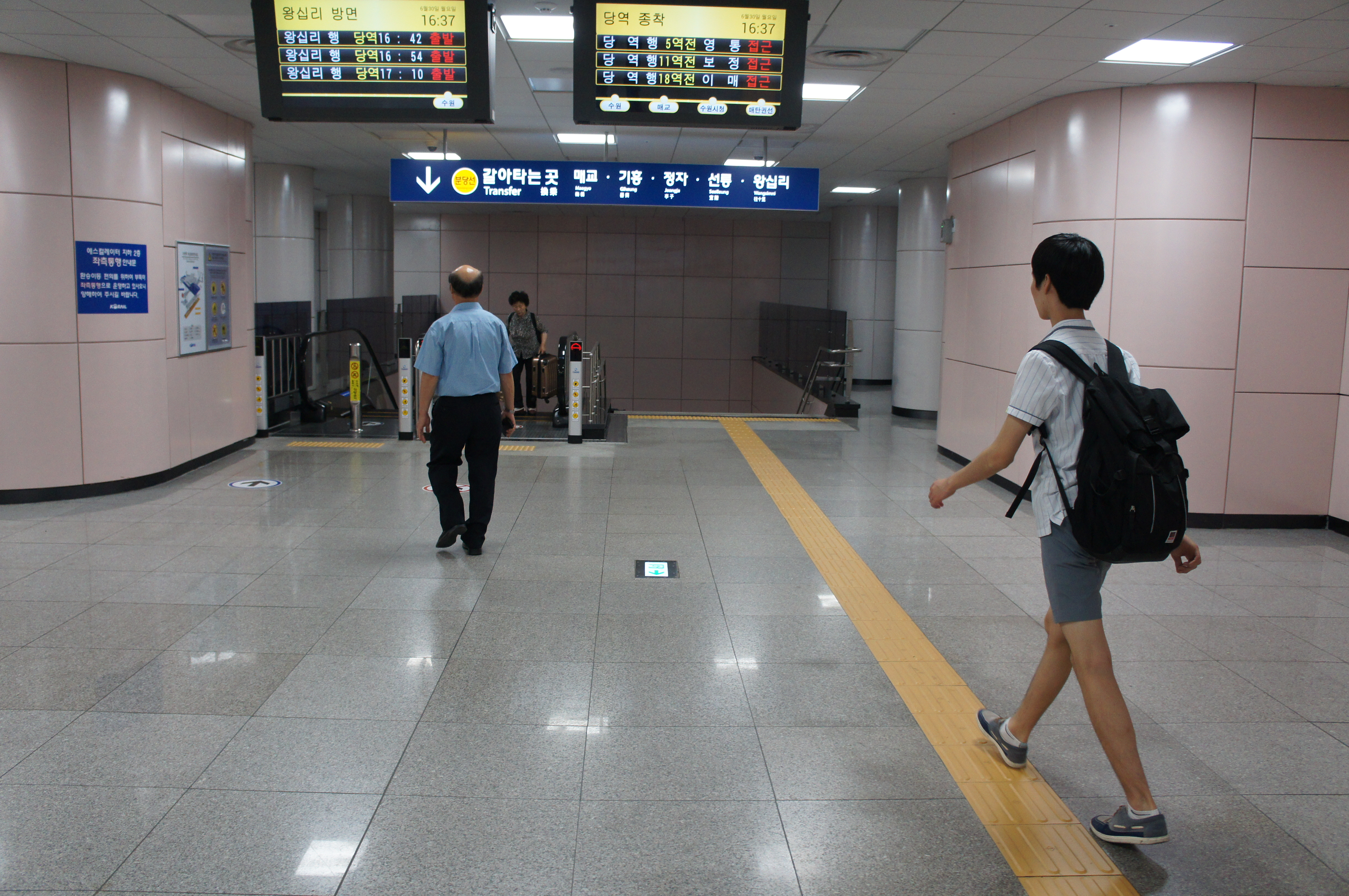
En 2014.
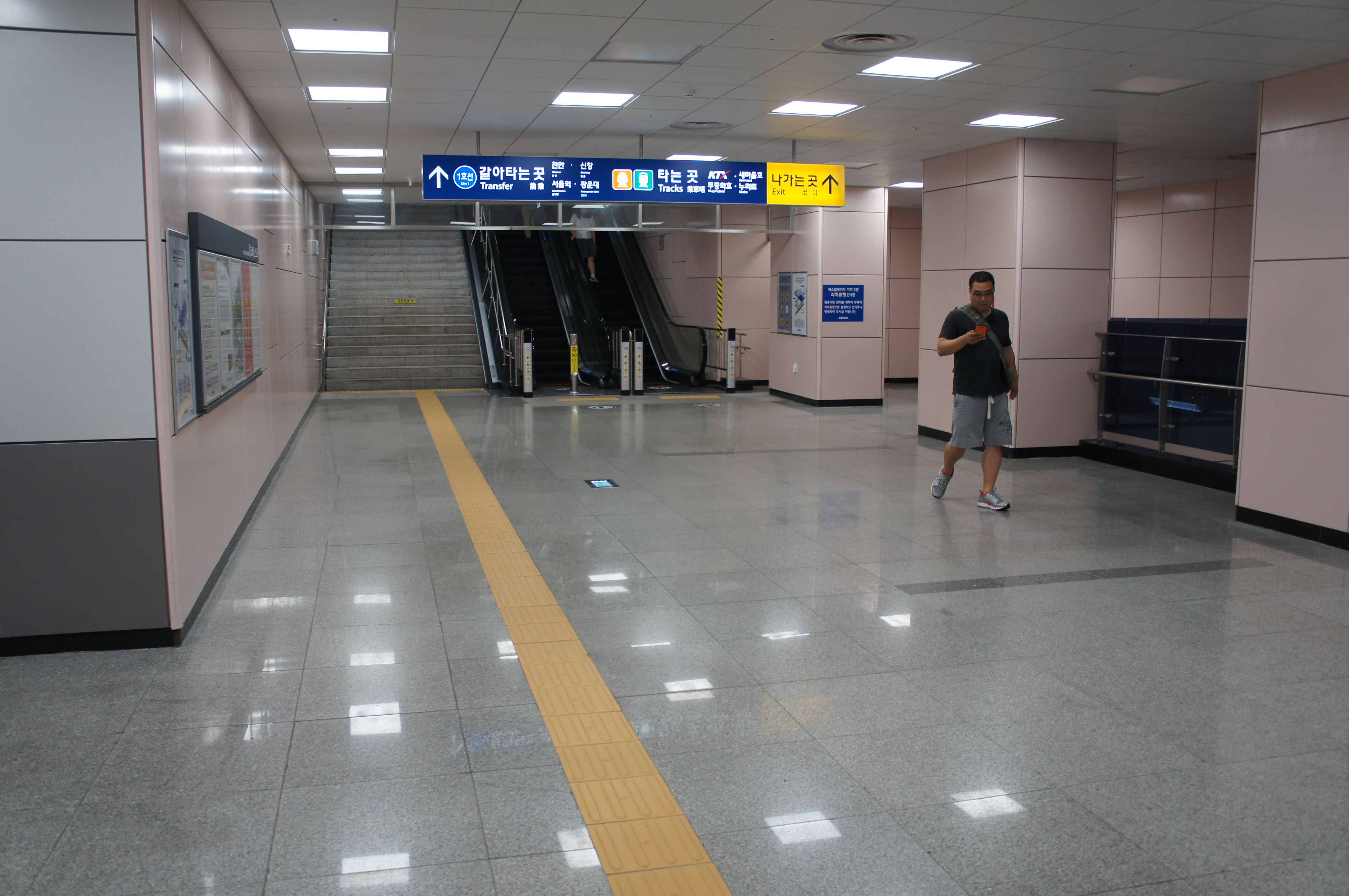
En 2014.
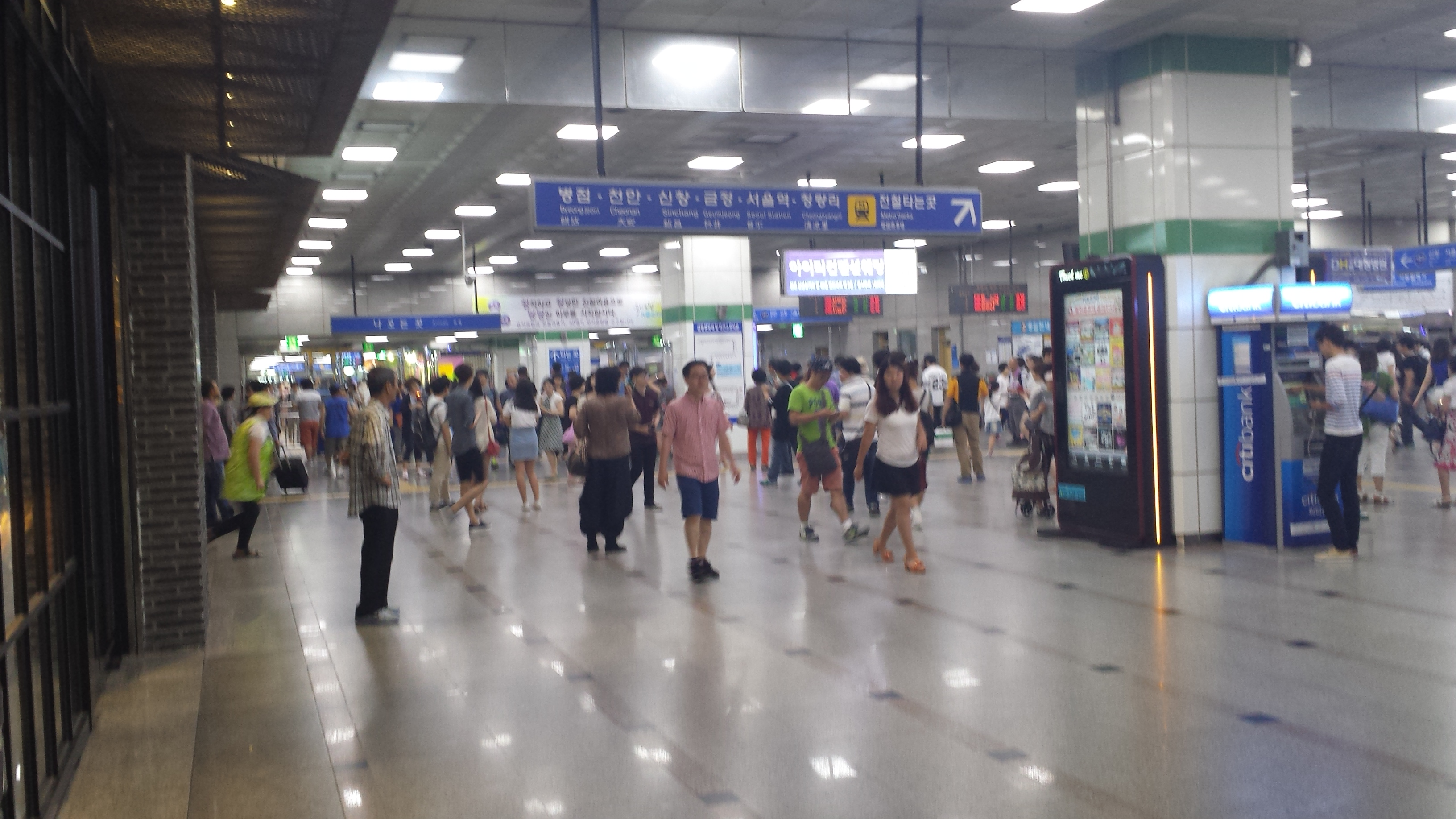
En 2014.

## À proximité
Elle dessert notamment la Forteresse de Suwon Hwaseong, verland (un parc à thème) et le Village folklorique coréen. Mais aussi, côté ouest : Suwon Messe et Magasin Suwon du centre commercial Lotte (grand magasin Lotte, Lotte Mart). Côté est : Rodeo Street de Suwon ; AK Plaza ; Hôtel Novotel Ambassador Suwon et Gouvernement provincial du Gyeonggi-do.